# Over the Years and Through the Woods
Over the Years and Through the Woods ist das erste Livealbum der kalifornischen Stoner-Rock-Band Queens of the Stone Age. Das Album besteht aus einer CD sowie einer DVD und zeigt die Band während ihrer Tour zu ihrem vierten Studio-Album Lullabies to Paralyze.

## Aufnahmen
Das Album wurde an zwei Abenden in London aufgezeichnet. Am 22. August 2005 spielten Queens of the Stone Age in der Brixton Academy, am folgenden Tag im Koko-Club. Das Bonusmaterial wurde – wie der Titel schon verrät – über die Jahre hinweg aufgenommen, genauer gesagt von Juni 1999 bis April 2005.

## Titelliste

### CD
1. Go with the Flow – 2:58
2. Regular John – 5:24
3. Monsters in the Parasol – 4:39
4. Tangled Up in Plaid – 4:00
5. Little Sister – 2:51
6. You Can’t Quit Me Baby – 9:49
7. I Wanna Make It Wit Chu – 4:27 (Desert-Sessions-Cover)
8. Leg of Lamb – 3:34
9. I Think I Lost My Headache – 5:24
10. Mexicola – 5:09
11. Burn the Witch – 3:12
12. A Song for the Dead – 7:47
13. No One Knows – 7:47
14. Long Slow Goodbye – 7:20

Mit Ausnahme von Tangled Up in Plaid und Leg of Lamb sind alle Lieder auch auf der DVD enthalten.

### DVD
1. This Lullaby – 2:40
2. Go with the Flow – 3:12
3. Feel Good Hit of the Summer – 3:41
4. The Lost Art of Keeping a Secret – 3:44
5. Regular John – 5:30
6. A Song for the Deaf – 5:09
7. Avon – 3:33
8. Little Sister – 2:52
9. You Can’t Quit Me Baby – 10:27
10. I Wanna Make It Wit Chu – 5:10 (Desert-Sessions-Cover)
11. Monsters in the Parasol – 3:16
12. The Fun Machine Took a Shit and Died – 6:41
13. Mexicola – 5:17
14. Burn the Witch – 4:37
15. Covered in Punk’s Blood – 1:57  (Desert-Sessions-Cover)
16. I Think I Lost My Headache – 5:07
17. A Song for the Dead – 8:16
18. I Never Came – 5:54
19. No One Knows – 8:09
20. Long Slow Goodbye – 7:44
21. Credits / First It Giveth – 4:01

#### Bonus
Auf der DVD befinden sich 13 Bonus-Tracks, die an verschiedenen Orten auf den vorangegangenen Touren gespielt wurden.
- Queens-of-the-Stone-Age-Tour (1998–1999)
  - The Bronze – 3:38
  - Mexicola – 5:34

- Rated R-Tour (2000–2001)
  - Better Living Through Chemistry – 5:54
  - Auto Pilot – 4:19
  - How to Handle a Rope – 3:29

- Songs-for-the-Deaf-Tour (2002–2004)
  - Quick and to the Pointless – 1:34
  - You Think I Ain’t Worth a Dollar, But I Feel Like a Millionaire – 2:36
  - God Is in the Radio – 11:19
  - A Song for the Dead – 6:09
  - Regular John – 2:02
  - Hangin’ Tree – 3:16

- Lullabies-to-Paralyze-Tour (2005)
  - Precious and Grace – 3:33 (ZZ-Top-Cover)
  - Burn the Witch – 2:41

## Bandmitglieder
Das Hauptkonzert fand mit folgendem Line-up statt:
- Josh Homme: Gesang, Gitarre, Bass
- Troy Van Leeuwen: Gitarre, Bass, Lapsteel, Hintergrundgesang
- Alain Johannes: Bass, Gitarre, Hintergrundgesang
- Joey Castillo: Schlagzeug
- Natasha Shneider: Keyboard, Hintergrundgesang

Bei den Bonus-Liedern sind folgende, ehemalige Queens-of-the-Stone-Age-Mitglieder zu sehen:
- Nick Oliveri: Bass, Gesang (1998–2004)
- Gene Trautmann: Schlagzeug (1999–2001)
- Dave Catching: Gitarre, Lapsteel, Keyboard (1998–2000)
- Brendon McNichol: Gitarre, Lapsteel, Keyboard (2000–2002)
- Dave Grohl: Schlagzeug (2002)
- Mark Lanegan: Gesang (2001–2005)

Des Weiteren hat Billy Gibbons einen Gastauftritt bei den Bonus-Liedern Precious and Grace und Burn the Witch.

## Besonderheiten
- Das Lied im DVD-Menü heißt Spiders and Vinegaroons und stammt von der Kyuss/Queens-of-the-Stone-Age-Split-EP.

- Gemäß dem Titel der DVD sind während des Hauptkonzerts fortlaufend kleine Einspieler zu sehen, die vormalige Bandmitglieder sowohl Backstage als auch live zeigen.

- Für alle Bonus-Lieder gibt es Audio-Kommentare der 5 Bandmitglieder, die aktiviert werden können, indem man Untertitel einschaltet oder die Audiospur wechselt.

- Die Lieder I Wanna Make It Wit Chu und The Fun Machine Took a Shit and Died wurden in der Brixton Academy zum ersten Mal live gespielt. Zweiteres wurde als Schallplatte an die anwesenden Zuschauer verschenkt, da die geplanten London-Konzerte mehrfach abgesagt werden mussten.